# عنکبوت و مگس (فیلم ۱۹۴۹)
عنکبوت و مگس (انگلیسی: The Spider and the Fly) فیلمی بریتانیایی در سبک جنایی به کارگردانی رابرت هیمر و با بازی اریک پورتمن، گای رولف و نادیا گری محصول سال ۱۹۴۹ است. فیلمنامه حول یک مثلث عشقی نامعمول بین دو مجرم و یکی پلیس در شرف جنگ جهانی اول است. هیمر این فیلم را فوراً بعد از قلب‌های مهربان و نیم‌تاج‌ها ساخت.